# Lillhärads socken
Lillhärads socken i Västmanland ingick i Tuhundra härad, uppgick 1967 i Västerås stad och området ingår sedan 1971 i Västerås kommun och motsvarar från 2016 Lillhärads distrikt.
Socknens areal är 50,48 kvadratkilometer, varav 50,30 land. År 2000 fanns här 233 invånare. Sockenkyrkan Lillhärads kyrka ligger i socknen. 

## Administrativ historik
Lillhärads socken har medeltida ursprung.
Vid kommunreformen 1862 övergick socknens ansvar för de kyrkliga frågorna till Lillhärads församling och för de borgerliga frågorna till Lillhärads landskommun. Landskommunens inkorporerades 1952 i Dingtuna landskommun och uppgick 1967 i Västerås stad som 1971 ombildades till Västerås kommun. Församlingen uppgick 2006 i Dingtuna-Lillhärads församling.
1 januari 2016 inrättades distriktet Lillhärad, med samma omfattning som församlingen hade 1999/2000.  
Socknen har tillhört fögderier, tingslag och domsagor enligt vad som beskrivs i artikeln Tuhundra härad. De indelta soldaterna tillhörde Västmanlands regemente, Västerås kompani, Livregementets grenadjärkår, Västerås kompani och Livkompaniet.

## Geografi
Lillhärads socken ligger väster om Västerås. Socknen är i söder en slättbygd på Mälarslätten och i är i övrigt en skogsbygd.
I socknen ligger Västerås-Lillhärad Radio- och TV-sändare, en tv-mast som är cirka 300 meter hög och syns vida omkring.

## Fornlämningar
Från järnåldern finns spridda högar och stensättningar. Vidare finns fyra små gravfält och två fornborgar.

## Namnet
Namnet (1387, Lithlæhæradh) är ett bygdenamn sammansatt av litil, 'liten' samt ordet härad i betydelsen 'bygd'.

## Befolkningsutveckling
| Befolkningsutvecklingen i Lillhärads socken 1810–1990                                                   | Befolkningsutvecklingen i Lillhärads socken 1810–1990 | Befolkningsutvecklingen i Lillhärads socken 1810–1990 | Befolkningsutvecklingen i Lillhärads socken 1810–1990 | Befolkningsutvecklingen i Lillhärads socken 1810–1990 |
| --- | ----------------------------------------------------- | ----------------------------------------------------- | ----------------------------------------------------- | ----------------------------------------------------- |
| |                                                       |                                                       |                                                       |                                                       |
| År |                                                       |                                                       | Folkmängd                                             |                                                       |
| 1810 | 1810                                                  |                                                       | 512                                                   |                                                       |
| 1820 | 1820                                                  |                                                       | 511                                                   |                                                       |
| 1830 | 1830                                                  |                                                       | 527                                                   |                                                       |
| 1840 | 1840                                                  |                                                       | 511                                                   |                                                       |
| 1850 | 1850                                                  |                                                       | 514                                                   |                                                       |
| 1860 | 1860                                                  |                                                       | 524                                                   |                                                       |
| 1870 | 1870                                                  |                                                       | 597                                                   |                                                       |
| 1880 | 1880                                                  |                                                       | 593                                                   |                                                       |
| 1890 | 1890                                                  |                                                       | 597                                                   |                                                       |
| 1900 | 1900                                                  |                                                       | 619                                                   |                                                       |
| 1910 | 1910                                                  |                                                       | 491                                                   |                                                       |
| 1920 | 1920                                                  |                                                       | 507                                                   |                                                       |
| 1930 | 1930                                                  |                                                       | 495                                                   |                                                       |
| 1940 | 1940                                                  |                                                       | 420                                                   |                                                       |
| 1950 | 1950                                                  |                                                       | 321                                                   |                                                       |
| 1960 | 1960                                                  |                                                       | 262                                                   |                                                       |
| 1970 | 1970                                                  |                                                       | 195                                                   |                                                       |
| 1980 | 1980                                                  |                                                       | 175                                                   |                                                       |
| 1990 | 1990                                                  |                                                       | 201                                                   |                                                       |
| Anm: Källor: Umeå universitet - Tabellverket 1749-1859, Demografiska databasen, CEDAR, Umeå universitet |                                                       |                                                       |                                                       |                                                       |